# Marly-la-Ville
Marly-la-Ville – miejscowość i gmina we Francji, w regionie Île-de-France, w departamencie Dolina Oise.
Według danych na rok 1990 gminę zamieszkiwało 5128 osób, a gęstość zaludnienia wynosiła 595 osób/km² (wśród 1287 gmin regionu Île-de-France Marly-la-Ville plasuje się na 325. miejscu pod względem liczby ludności, natomiast pod względem powierzchni na miejscu 448.).